# Forsvarsministeriets Ejendomsstyrelse

Forsvarsministeriets Ejendomsstyrelse (FES) står for opførelse og drift af alle forsvarets faciliteter. Staben i Hjørring råder over ca. 150 medarbejdere og står for at lede, planlægge og udvikle FES.
FES blev oprettet 1. oktober 2014. Styrelsen var tidligere en funktionel tjeneste benævnt Forsvarets Bygnings- og Etablissementstjeneste (FBE) underlagt Forsvarskommandoen som blev oprettet 1. januar 2007.
FES råder over en Byggedivision ved hovedkvarteret i Hjørring, som har en række underliggende enheder landet over, der varetager alle bygge-, anlægs- og vedligeholdelsesopgaver på forsvarets faciliteter i hver deres regionale område.
Driftsdivisionen, som også har hovedsæde i Hjørring, har ansvar for at drive forsvarets tjenestesteder i hver deres område. Underliggende har Driftsdivisionen et Regionscenter både på Sjælland og i Jylland. De leder og koordinerer arbejdet på de underliggende etablissementer (f.eks. kaserner, flyvestationer og flådestationer), der står for den egentlige drift af forsvarets faciliteter. De driver kantinerne, slår græs, skovler sne, gør rent og sørger for alle de andre praktiske opgaver, der skal løses, for at tjenestestederne fungerer til brugernes fulde tilfredshed. En del af disse opgaver er udliciterede.
Derudover håndterer FES bl.a. miljø- og energiopgaver, naturforvaltning samt salg og udlejning af forsvarets ejendomme og lejeboliger.

## Ekstern henvisning
- forsvaret.dk/FES